# Нагорные (Мозырский район)
Нагорные (бел. Нагорныя) — деревня в Козенском сельсовете Мозырского района Гомельской области Республики Беларусь.
На территории ландшафтного заказника «Мозырские овраги». Поблизости от деревни месторождение глины.
Работает реабилитационно-оздоровительный центр Министерства по чрезвычайным ситуациям Республики Беларусь.

## География

### Расположение
В 6 км на юг от Мозыря, 6 км от железнодорожной станции Козенки (на линии Калинковичи — Овруч), 139 км от Гомеля.

### Гидрография
На реке Припять (приток реки Днепр).

## Транспортная сеть
Транспортные связи по просёлочной, затем автодорогам, которые отходят от Мозыря. Планировка состоит из прямолинейной меридиональной улицы, к которой с запада присоединяется переулок. Застройка деревянная, плотная, усадебного типа.

## История
По письменным источникам известна с XIX века как село в Мозырском уезде Минской губернии. В 1930 году организован колхоз «Красная Беларусь», работали кирпичный завод и кузница. Во время Великой Отечественной войны 16 жителей погибли на фронте. Согласно переписи 1959 года в составе колхоза имени М. И. Калинина (центр — деревня Бобренята).

## Население

### Численность
- 2004 год — 173 хозяйства, 443 жителя.

### Динамика
- 1897 год — 11 дворов, 73 жителя (согласно переписи).
- 1925 год — 28 дворов.
- 1959 год — 245 жителей (согласно переписи).
- 2004 год — 173 хозяйства, 443 жителя.